# Приганице
Приганице су врста јела од прженог теста које се у Црној Гори и Херцеговини конзумира од давнина. Сличне су уштипцима или крофнама. У сеоским подручјима Црне Горе и источне Херцеговине приганице су претеча данашњих посластица. Праве се од пшеничног брашна (од кога се прави тијесто), а потом се прже на уљу или масти. Приганице које су спремљене на уљу су посне и обично се конзумирају у данима поста, Бадњи дан и посну славу. Оне које су спремљене на масти су мрсне. Традиционално се служе слатке, зачињене шећером или медом, али се могу јести и са сиром или кајмаком. Праве се у различитим величинама и уз њих се служе ракија, вино или медовина.
|  |  |  |

## Рецепт за традиционалне приганице
Састојци:
- 400 г меког брашна
- 20 г свјежег квасца
- 1 кашичица соли
- 300 мл млаке воде
- уље за пржење

### Припрема
Квасац растопите у млакој води, па додајте мало брашна и умутите жицом. Пустите да квасац надође, па додајте брашно и сол док не добијете густу масу. Густо и компактно тијесто значи да приганице неће упити уље током пржења. Оставите тијесто да одстоји око 15 минута. Кашиком вадите по мало тијеста и пржите на врелом уљу.